# 我來自紐約2：當我們在一起
《当我们在一起》（英語：Before We Forget），是張爵西執導的一部馬來西亞電影，由狄龍、吴天瑜、陳沁霖、谭俊彦和陳智深演出，也是電影《我来自纽约》的續集。这部电影於2017年11月16日在馬來西亞上映。

## 背景
2016年，张爵西拿着《我来自纽约》剧本找资金的时候，她就开始写了续集的分场剧本。这部电影的剧本本来是写Sarah在19岁的爱情故事，但她贪心为了圆第一部的故事情节，把这部剧本里面的Sarah写成只长大了两岁。

## 劇情
阿根（林春根／林师傅），是一名含蓄的父亲，也是一名慈爱的外公。和分开十多年没见面的女儿淑娴及素未谋面的孙女Sarah团聚之后，他欣喜万分。然而一个突如其来的难题落在他头上——他患上了失智症。
阿根、淑娴和Sarah老中少三代历经波折，他们不惧害怕、勇敢地挑战重重困难，更珍惜在一起的时刻。
他们才知道，有一种距离，叫遗忘。他们也更体会，有一种爱，是陪伴。不管结果如何，只要可以在一起，其他的都不重要了。
当我们在一起，幸福就在这里。

## 主要演員
| 演員   | 角色           | 外号／描述 |
| 狄龍   | 林春根         | 阿根、林师傅（和他认识的人专用）、Steve（Sarah专用）、师傅（张家宝专用） 跌打师傅，后退休 林淑娴的父亲 Sarah的外公 张家宝的朋友 郑浩南之岳父，之前与他不和，后和好 他于这部电影搬家 他于这部电影患上了失智症 |
| 吴天瑜 | 林淑嫻         | Sophia 林春根的女儿 Sarah的母亲 郑浩南之前女友，结婚证书是假证书（签自拉斯维加斯） 知道阿根患上失智症后劝阿根和她回去纽约进行治疗，但被阿根拒绝 于电影结尾已经暴露出她终于辞掉了纽约的工作，回来马来西亚照顾阿根 原由宣萱演出，因档期关系而改由吴天瑜接替。 |
| 陳沁霖 | 林思家／郑思家 | Sarah、思家（阿根专用） 林淑娴的女儿 得知阿根患上失智症后和张家宝帮助阿根解决失智症 林春根的孙女 郑浩南的女儿，两年前已经知道，但不暴露并叫他“叔叔（Uncle）”，直到最后她睡后对浩南讲一声“爸爸”后开始相认 于电影结尾已经暴露出淑娴终于辞掉了纽约的工作，回来马来西亚照顾阿根，因此Sarah也乐意接受这个安排并留在马来西亚照顾阿根 |
| 谭俊彦 | 郑浩南         | 浩南 林春根的女婿，之前与他不和，后和好 林淑娴之前男友，结婚证书是假证书（签自拉斯维加斯） 两年前为报摊老板，后为文具店老板 因某些问题而导致他回到马来西亚，把淑娴和他的女儿丢在纽约 于2004年回到马来西亚后，开报摊做生意 于《我来自纽约》第一部电影显露出他的工作，阿根买报纸时不望他一眼，所以瞒骗Sarah说“那边的报纸才五分钱” 淑娴的时尚杂志（阿根对这些没有兴趣）是他寄出去的 于《我来自纽约》有显露出Sarah在两年前问过他是否去过纽约，但因为他不想回去这个往事，并撒谎讲“没有”，直到第二部再问起时才承认 不卖报纸后，他的生意转至文具店，升级成了文具店老板 直到最后Sarah睡后对他讲一声“爸爸”后开始相认 报摊版浩南由蔡观贤饰演 《我来自纽约》版本里2004年的浩南由甄锦辉饰演，后于这部电影里，2004年版由谭俊彦饰演 |
| 陳智深 | 張家寶         | 阿寶 阿明的儿子 明嫂的儿子 林春根的朋友 Sarah的朋友，后暗恋她，后为了要阿根记起他而说出他未来的老婆是Sarah，并做阿根的孙女婿 电影配角 得知阿根患上失智症后和Sarah帮助阿根解决失智症 |

## 音樂
以下音乐已经发行了原声带，命名为《我来自纽约再一起电影原声记录》，连同第一部《我来自纽约》的电影主题曲、插曲和配乐收藏在一起。
- 出品：三人行电影工作室
- 荣誉出品：AFV资本集团
- 发行：滚石唱片（马来西亚），宇田是該唱片公司的签约歌手。

| 曲別   | 歌名                                                   | 作曲                          | 作詞                          | 演唱              | 备注                                                                            |
| ------ | ------------------------------------------------------ | ----------------------------- | ----------------------------- | ----------------- | ------------------------------------------------------------------------------- |
| 主題曲 | 《当我们在一起》                                       | 张爵西                        | 張爵西                        | 古振邦            | 改编自苏格兰语歌曲《友谊万岁Auld Lang Syne》（词曲：Robert Burns） 主题曲男生版 |
| 主题曲 | 《当我们在一起／小天地》                               | 张爵西、宇田、黄子达          | 张爵西                        | 宇田              | 改编自苏格兰语歌曲《友谊万岁Auld Lang Syne》（词曲：Robert Burns） 主题曲温馨版 |
| 主題曲 | 《当我们在一起》                                       | 张爵西                        | 張爵西                        | 古振邦、宇田      | 改编自苏格兰语歌曲《友谊万岁Auld Lang Syne》（词曲：Robert Burns） 主题曲合唱版 |
| 插曲   | 《我只在乎你》                                         | Takashi Miki                  | 慎芝                          | Olive             | 原唱者为邓丽君                                                                  |
| 插曲   | 《我只在乎你》                                         | Takashi Miki                  | 慎芝                          | Nutsellar 林巧慧  | 原唱者为邓丽君 婚礼版 演唱者为参与决战好声第一季的参赛者                        |
| 插曲   | 《Ain't We Got Fun？》                                 | Richard A.Whiting             | Raymond B.egan／Gus Kahn      | Chelsia Ng 伍家丽 | 原唱者为                                                                        |
| 插曲   | 为什么你妈不等我《友谊万岁Auld Lang Syne》（苏格兰语） | Robert Burns                  | Robert Burns                  | 古振邦            |                                                                                 |
| 插曲   | 《Dance With My Father》                               | Luther Vandross／Richard Marx | Luther Vandross／Richard Marx | Olive、宇田       |                                                                                 |

粗体为歌曲版本有收录在这张电影原声带。

## 荣获
- 改编为电影小说（作者：李慧慧、出版社：红蜻蜓出版有限公司）并获得红蜻蜓年度畅销书总销量冠军
- 入围过第九届澳门国际电影节MTM最佳影片[1]
- 马来西亚中文电影2017年荣获票房冠军[2]
- 评审特别推荐（Hong Kong Star International Film Festival 2017）
- 获得居林觉民国民型小学A／B校认可，在Kulim Central举办慈善电影放映会

## 书籍

### 小说
继《我来自纽约》电影小说畅销之后，张爵西再次把这部电影剧本《当我们在一起》交给红蜻蜓出版社的签约作者——李慧慧。李慧慧二话不说，就答应了爵西，决定自己改编编写这部电影的第二部小说。

### 漫画
2018年2月，《当我们在一起》电影DVD已经推出。正当2月推出DVD的两个月后，拥有电影剧本改编权的红蜻蜓出版社宣布《当我们在一起》电影漫画已经发行，但作者已经不再是第一部电影的改编作者。这部漫画的分镜稿是由红蜻蜓出版社的签约作者陈国胜分镜，而网点则交由一位30余岁的大叔Harnyhi负责，而Harnyhi也是第一次负责这本漫画的网点。而这本漫画的主笔则是由自由插画工作者兼绘画老师杨依宁绘画。

## 出品公司
- Unity Investment子公司：天暠国际娱乐有限公司
- 迈进国际投资控股有限公司
- AFV资本集团
- Ancom Crop Care Sdn.Bhd.
- 三人行电影工作室

## 发行公司

### 电影发行
- GSC Movies
- Golden Village

### DVD发行
- 卫星录影批发有限公司
- Golden Satellite Distribution Sdn.Bhd.

## 分級
| 國家/地區 | 分級 |
| 马来西亚  | P13  |
| 新加坡    | PG   |